# Stoszów
Stoszów (alemán: Stoschendorf) es una localidad del distrito de Dzierżoniów, en el voivodato de Baja Silesia (Polonia). Se encuentra en el suroeste del país, dentro del término municipal de Łagiewniki, a unos 9 km al oeste de la localidad homónima y sede del gobierno municipal, a unos 15 al nordeste de Dzierżoniów, la capital del distrito, y a unos 45 al suroeste de Breslavia, la capital del voivodato. Stoszów perteneció a Alemania hasta 1945, año en el que pasó a formar parte del voivodato polaco de Breslavia hasta 1998.
- Datos: Q7620518
- Multimedia: Stoszów (Jaźwina) / Q7620518